# Vraťte mi hvězdnou oblohu
Vraťte mi hvězdnou oblohu (v anglickém originále 'Scuse Me While I Miss the Sky) je 16. díl 14. řady (celkem 307.) amerického animovaného seriálu Simpsonovi. Scénář napsali Dan Greaney a Allen Grazier a díl režíroval Steven Dean Moore. V USA měl premiéru dne 30. března 2003 na stanici Fox Broadcasting Company a v Česku byl poprvé vysílán 21. prosince 2004 na stanici ČT1.

## Děj
Declan Desmond, britský producent dokumentárních filmů, natáčí na Springfieldské základní škole dokument o životě žáků. Dělá rozhovor s Bartem, kterého Nelson trefí koulí hlíny, a tak jej rozpláče. Později Declan zlehčuje Lízu, když mluví o různosti svých zájmů, a naznačuje, že by nemůže být šťastná ani úspěšná, když bude mít tolik koníčků. Lízu jeho kritika raní a rozhodne se najít si jedinou vášeň, jíž by se mohla věnovat: astronomii. Přesvědčí Homera, aby jí koupil dalekohled, ale zjistí, že světelné znečištění z města jí brání ve výhledu na oblohu. Po diskuzi s profesorem Frinkem Líza založí petici za snížení světelného znečištění ve městě. Po získání dostatečného počtu podpisů starosta Quimby souhlasí s vypnutím pouličního osvětlení, což vede k jasnému výhledu na hvězdy, nad kterým žasne mnoho lidí ze Springfieldu. 
Mezitím Bart hledá způsob, jak získat zpět svou popularitu poté, co byl ponížen. Když vidí Nelsona, jak se promenáduje s kradenými ozdobami kapot aut, rozhodne se jednu ukrást z auta Tlustého Tonyho. Milhouse a Bart jsou při svém prvním pokusu přistiženi, protože Quimby pod tlakem kvůli rostoucí kriminalitě znovu zapnul světla. Jelikož je ale úroveň osvětlení příliš vysoká, nikdo nemůže spát, a tak Líza, která stále chce, aby se světelné znečištění snížilo, a Bart, jenž stále chce ukrást ozdobu na kapotě vozu Tlustého Tonyho, vezmou nyní nevyspalého Homera do elektrárny a přetíží generátory, což způsobí výpadek proudu, který ukončí světelné znečištění. Naštvaní občané začnou na Simpsonovy útočit, ale Líza upozorní na meteorický roj a místní jej s úžasem sledují, zatímco Bart se vytratí a za zvuků písně „Vincent“ od Dona McLeana ukradne ozdobu kapoty auta Tlustého Tonyho. 
Díl zakončuje montáž ukázek z Declanova dokumentu.

## Produkce
V této době se v historii seriálu objevily „všudypřítomné obavy, že s přibývajícím věkem hrozí, že seriál přeskočí žraloka“. Scenáristé Simpsonových satirizovali původce tohoto termínu (díl Happy Days, v němž Fonzie skáče přes žraloka na vodních lyžích) v této epizodě, v níž je gaučový gag, kdy rodina Simpsonových podobným způsobem skáče přes nádrž plnou žraloků (gag byl již dříve použit v dílu Homerova rock'n'rollová brnkačka). Výkonný producent Al Jean k tomu řekl: „Řekli jsme si, že když to řekneme první my, tak oni to říct nemohou.“.
Scenáristé do dílu zařadili hlášku, v níž se Carl Carlson zmiňuje o svém islandském původu, stejně jako o tom, že Homer, Vočko a Lenny nejeví absolutně žádný zájem o to, co říká. To se později stane základem dílu 24. řady Sága o Carlovi.

## Přijetí
Režisér Steven Dean Moore získal za tuto epizodu cenu Annie v kategorii nejlepší režie v animované televizní produkci. Díl byl také nominován na cenu Environmental Media Award za nejlepší televizní komediální epizodu.
Anglický hudebník Jake Bugg uvádí, že v této epizodě slyšel skladbu Dona McLeana „Vincent“ jako svůj formující hudební moment.